# 淅川移民
淅川移民是因中国南水北调中线工程形成的丹江口水库淹没土地后，在中国政府的动员下被移出原住地的部分淅川居民。淅川县因南水北调中线工程的修建进行了数次次大规模的移民。其中，从1959年到1978年这20年时间里，淅川县共移民6批，数量达20.5万人，后靠自安12.6万人；2009年至2011年淅川移民达16.2万人，移民强度超过三峡工程移民。

## 背景
1958年毛泽东在成都会议上提出：“打开通天河、白龙江与洮河，借长江济黄，丹江口引汉济黄，引黄济卫，同北京连起来了。”后来周恩来批文：“远景南水北调，中期引汉济黄、济淮，近期引丹灌溉至（邓州）刁河以南”。1958年，中线工程开工，1961年11月，在工程质量检查中，发现已浇筑的坝体混凝土出现架空、冷缝、裂缝等质量问题。架空和冷缝达427处，裂缝有2463条之多，其中性质较严重的基础贯穿裂缝有17条。除质量问题外，再加上中苏交恶等政治因素，1962年工程被迫停工。1966年再度复工，1967年丹江口大坝落成，形成的丹江口水库淹没淅川县大面积的土地，淅川第一次移民行动在1959年就已启动。
1973年南水北调初期工程全部完工，一期坝高达到162米。之后，与南水北调工程配套的引水工程也于1974年建成，要满足调水要求，丹江口大坝还需要加高，但加高工程因资金、环境和生态等因素被一再推迟，直到2002年中国国务院批准《南水北调工程总体规划》，中线一期工定于2010年通水，后又修改为2014年汛后通水。2003年国务院颁布丹江口库区停建令，集体和个人都不允许在库区新建房屋，准备随时启动搬迁和移民工程，库区人民第二次大搬迁的大幕就此拉开。

## 历史

### 第一次移民
1959年至1978年，受丹江口水利枢纽工程影响，淹没淅川县城1座，大型集镇（李官桥镇）1个，一般集镇（区所在地：埠口、三官殿、宋湾、滔河、马蹬）5个，小集镇（下寺、双河镇、关防滩、下集、龙城、凌楼、党子口、泉店）8个， 20.2万人被迫移民。1958年8月，中共中央北戴河会议决定动员中原人口密集地区青年到西北支边。库区居民就此成为去西北支边对象。南阳政府从1959年4月开始将22342名移民送往青藏高原三个贫困县，当地共产党干部对待移民极其凶残，完不成劳动任务的移民会遭到毒打，不给饭吃，在不到一年的时间里有数千移民死于当地共产党干部之手。在这样残酷的环境下，移民决定回迁河南淅川，但青壮年劳动力被强迫扣留，其他老弱病残的移民依靠沿路乞讨离开了青海。
1961年，丹江口大坝蓄水，库区124米以下的居民需全部迁走，淅川有2万6千多移民。1964年，淅川有6万8千多移民迁往湖北荆门和钟祥，其中4.9万人被安置在钟祥柴湖镇，柴湖原本是一片沼泽之地，条件恶劣，无人居住。柴湖地下水中的铁、锰及细菌总数严重超标，搬迁到这里的居民食道癌发病率极高。移民开垦的土地，经常被当地人霸占，移民与当地人之间的暴力事件时有发生，移民的人身安全受到严重威胁，在种种恶劣环境下，有多达7900多名移民回迁淅川，但他们却没有了赖以生存的土地和房屋，成为游民，处境相当困难。

### 第二次移民
2005年9月26日丹江口大坝加高工程开工，大坝从162米加高至176.6米，正常蓄水位由157米提高到170米，
淅川县增加淹没面积143.9平方公里，占库区总淹没面积302.5平方公里的47.6%，淹没涉及11个乡镇、185个行政村、1312个组，共有16.2万淅川人从2009年8月到2011年陆续搬离自己的家园。按照政府的安排，这次移民全部被安排在河南省内，移民的房屋由政府统一建设。

## 诗歌
2011年9月23日，时任中共中央政治局委员、北京市委书记刘淇率北京市党政代表团考察河南省南水北调中线工程建设情况时，即兴赋此诗表达北京市委、市政府和北京人民对河南人民的感念赞美之情。 

|                     | 南水北送真辉煌，最动情是离故乡， 清水滋润京城日，共赞豫宛好儿郎。 |
| ——《饮水思源》—刘淇 |                                                                   |

## 图库
- 移民搬迁之前祭祖
- 赠送于移民的匾额
- 内安移民新建房（白色楼房）
- 移民车队